# Johannes Evangelistkerk (Hoensbroek)
De Johannes Evangelistkerk of Grote Sint-Jan is een kerkgebouw in Hoensbroek in de gemeente Heerlen in de Nederlandse provincie Limburg. Het kerkgebouw ligt tegenover de Kleine Sint-Jan aan de overzijde van de Juliana Bernhardlaan aan de Sint-Jansstraat. Naast de kerk bevindt zich het kerkhof met op de hoek hiervan de Calvariekapel.
De kerk is gewijd aan Johannes de Evangelist.

## Geschiedenis
Aan het einde van de 19e eeuw was de oude Sint-Janskerk te klein geworden. Het kerkbestuur gaf daarom aan architect Caspar Franssen de opdracht om een nieuwe kerk te ontwerpen. Volgens het plan zou de oude kerk afgebroken worden, maar de toren behouden. Men wilde in 1902 met de afbraak beginnen maar de provincie voorkwam dit. Er moest toen een andere locatie gevonden worden.
In 1904 begonnen de werkzaamheden van de nieuwe kerk met de egalisatie van het terrein. In maart 1905 werd de fundering gestort en op 1 april 1905 werd de eerste steen gelegd. De geplande toren is nooit gebouwd.
In 1906 werd het nieuwe kerkgebouw in gebruik genomen.
In 1991 werd de kerk gerestaureerd.

## Opbouw
Het neogotische kerkgebouw is een driebeukig schip met vier traveeën in basilicale opstand en een vijfzijdig gesloten koor met een travee. Het middenschip heeft een zadeldak en de zijbeuken lessenaarsdaken. De steunberen lopen aan de bovenzijde schuin af. Het kerkgebouw is in rode baksteen opgetrokken en de raamkozijnen zijn voorzien van terracotta profielsteen die een andere rode kleur hebben. Als dakbekleding zijn leien gebruikt en op het dak staat een dakruiter.
Boven de ingang van de kerk aan de zuidwestzijde is er in de gevel een beeld geplaatst van Johannes de Evangelist.

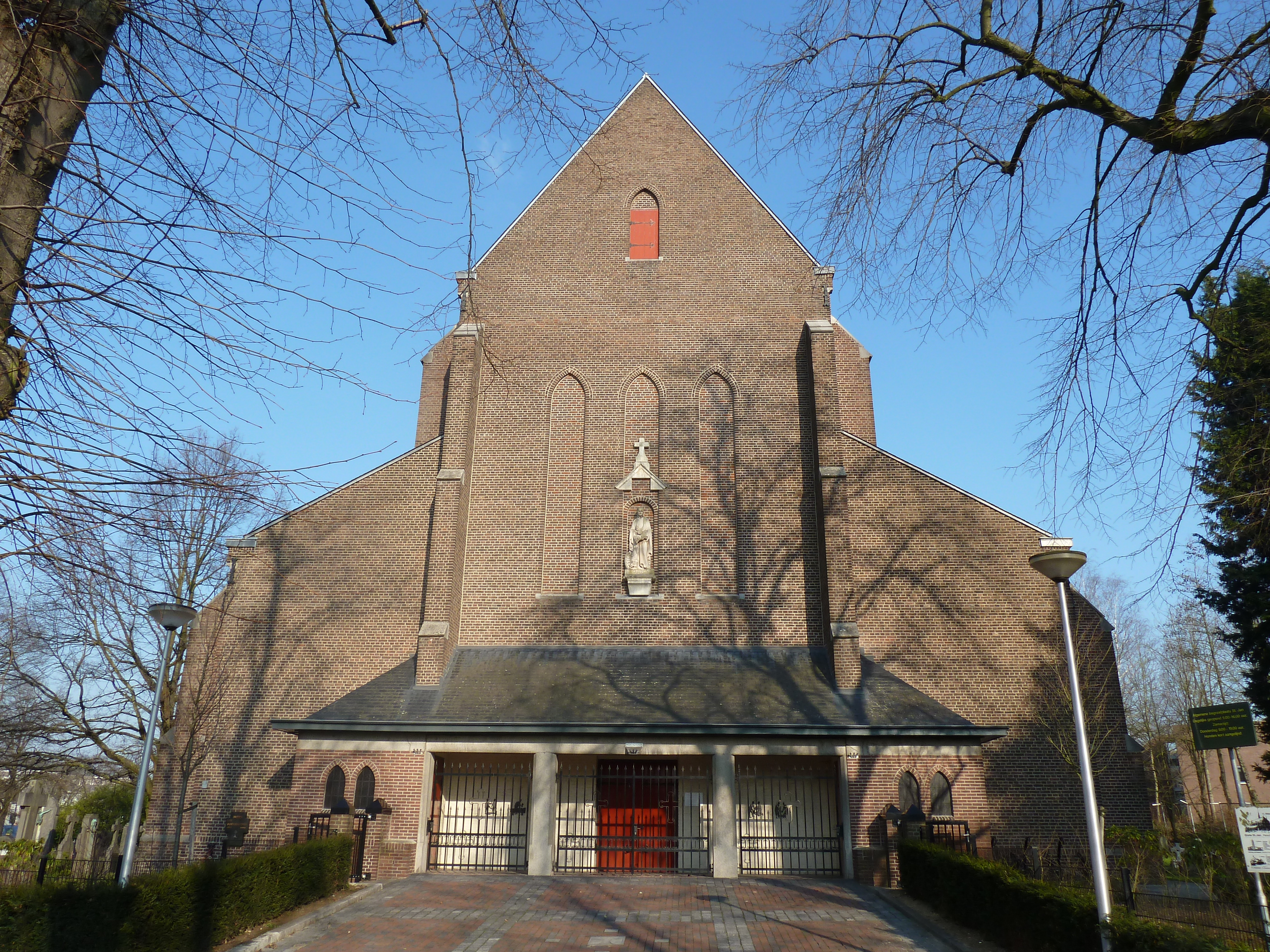
Zuidwestzijde
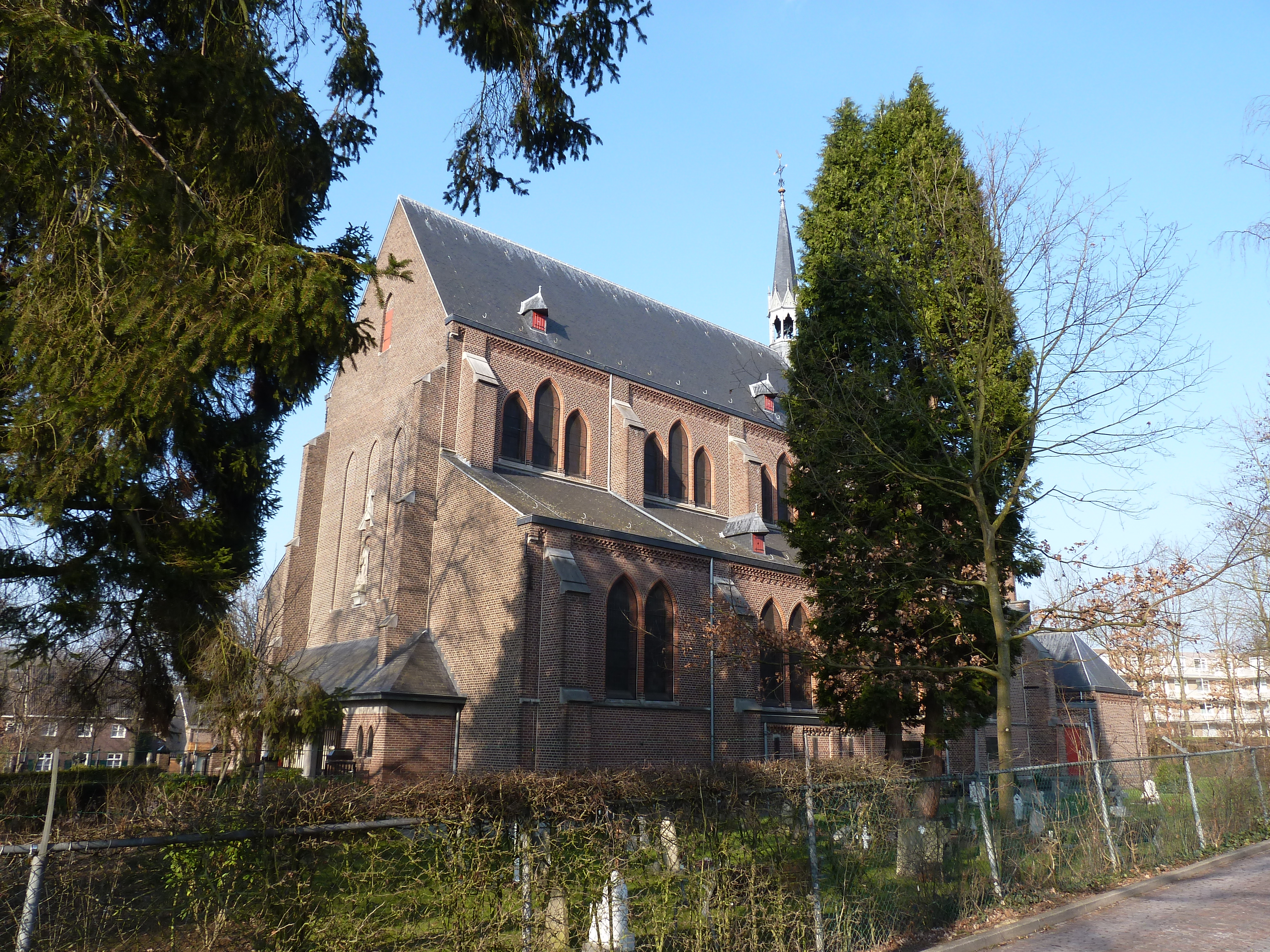
Gezien vanuit het zuiden
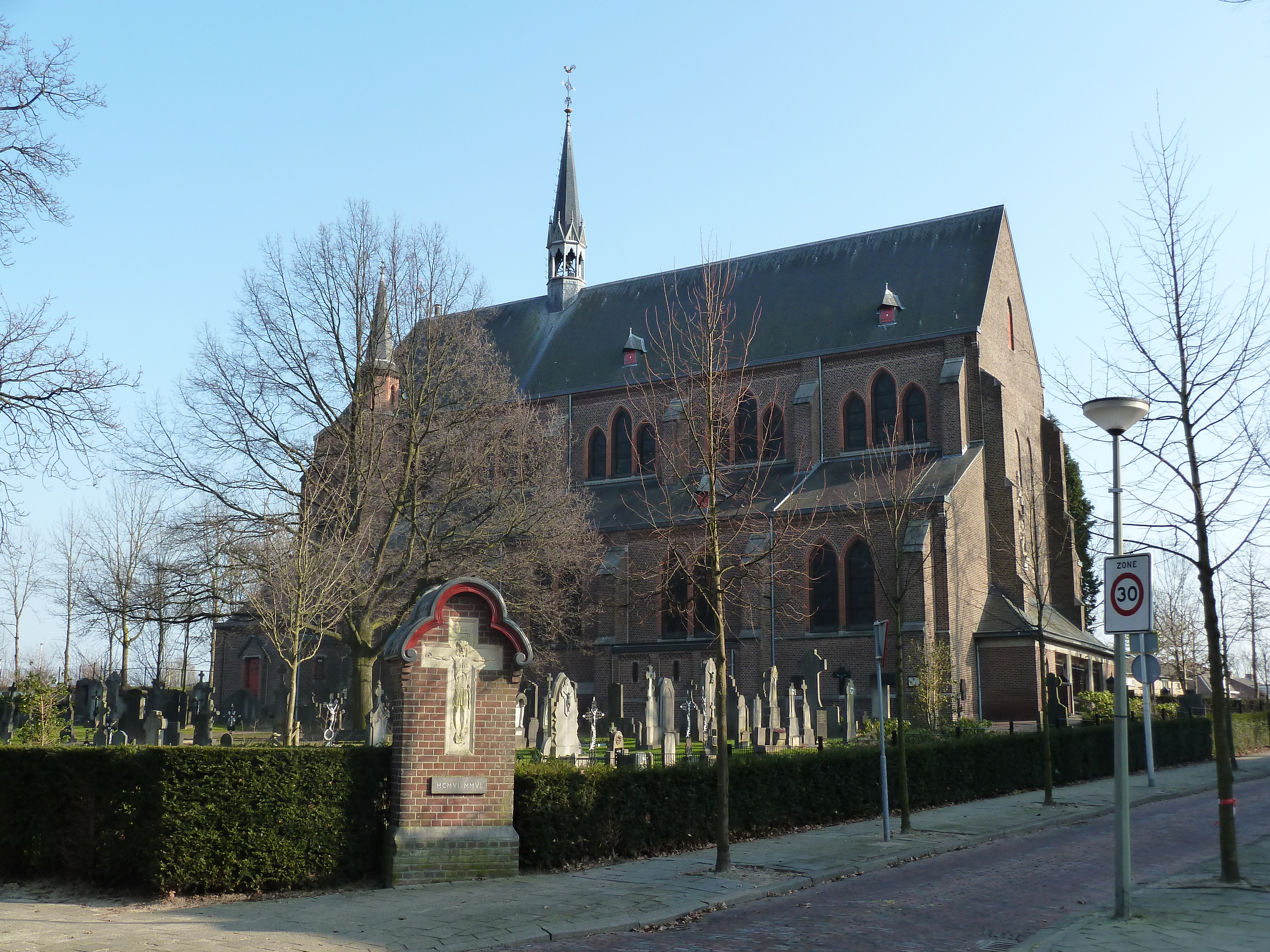
Gezien vanuit het westen vanaf de Juliana Bernhardlaan
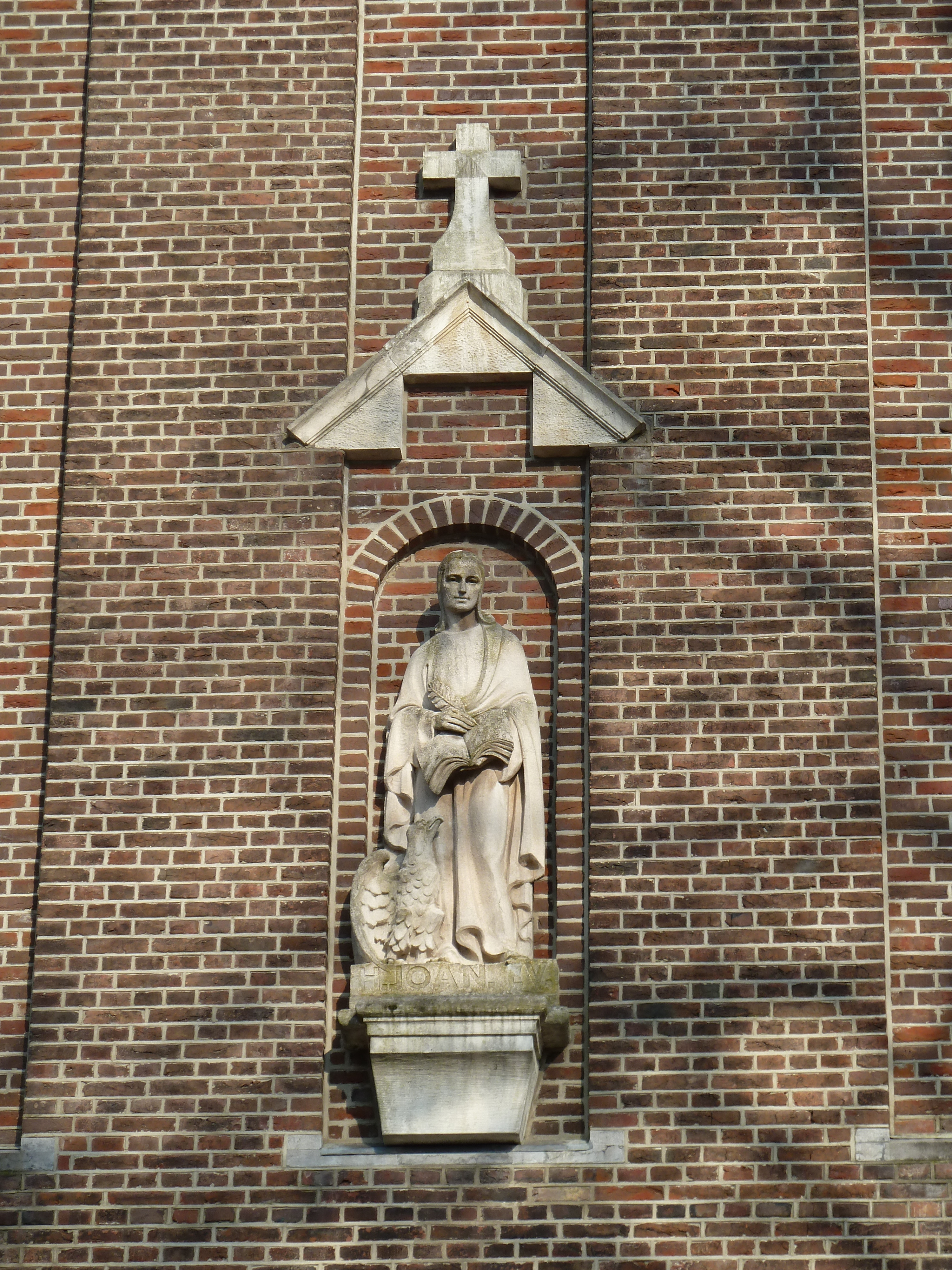
Johannes de Evangelist boven de ingang
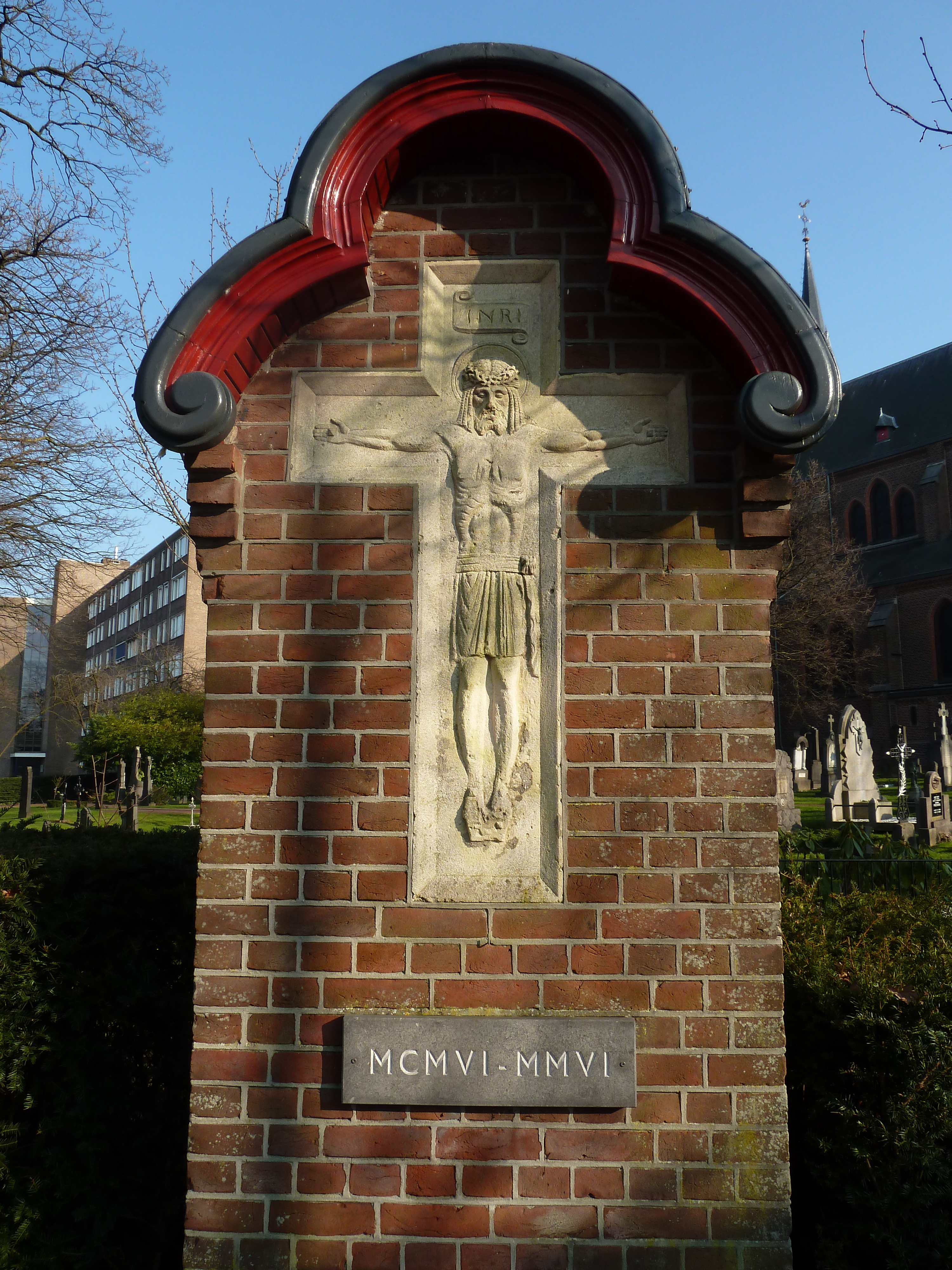
Veldkapel naast het kerkhof